# Monts des Flandres
Les monts des Flandres (Westvlaams Heuvelland en néerlandais, littéralement « pays des collines de Flandre-Occidentale », et Vlaemsche Bergen en flamand occidental) sont une série de collines se développant d'ouest en est de Watten (France) à Kemmel (Belgique). 
Ils forment dans une zone frontalière de petits reliefs dissymétriques (la pente est plus forte vers le sud que vers le nord) séparés par des vallées. Même s'ils se dressent, à leur plus haut, à moins de 180 mètres au-dessus de la plaine de Flandre, les monts des Flandres font figure de relief dans ce « plat pays ».

## Géographie

### Situation, topographie
Ces monts s'étendent de l'ouest-quart-nord-ouest à l'est-quart-sud-est dans la plaine de Flandre, à peu près tous sur une ligne droite allant du cap Gris-Nez au mont de l'Enclus :

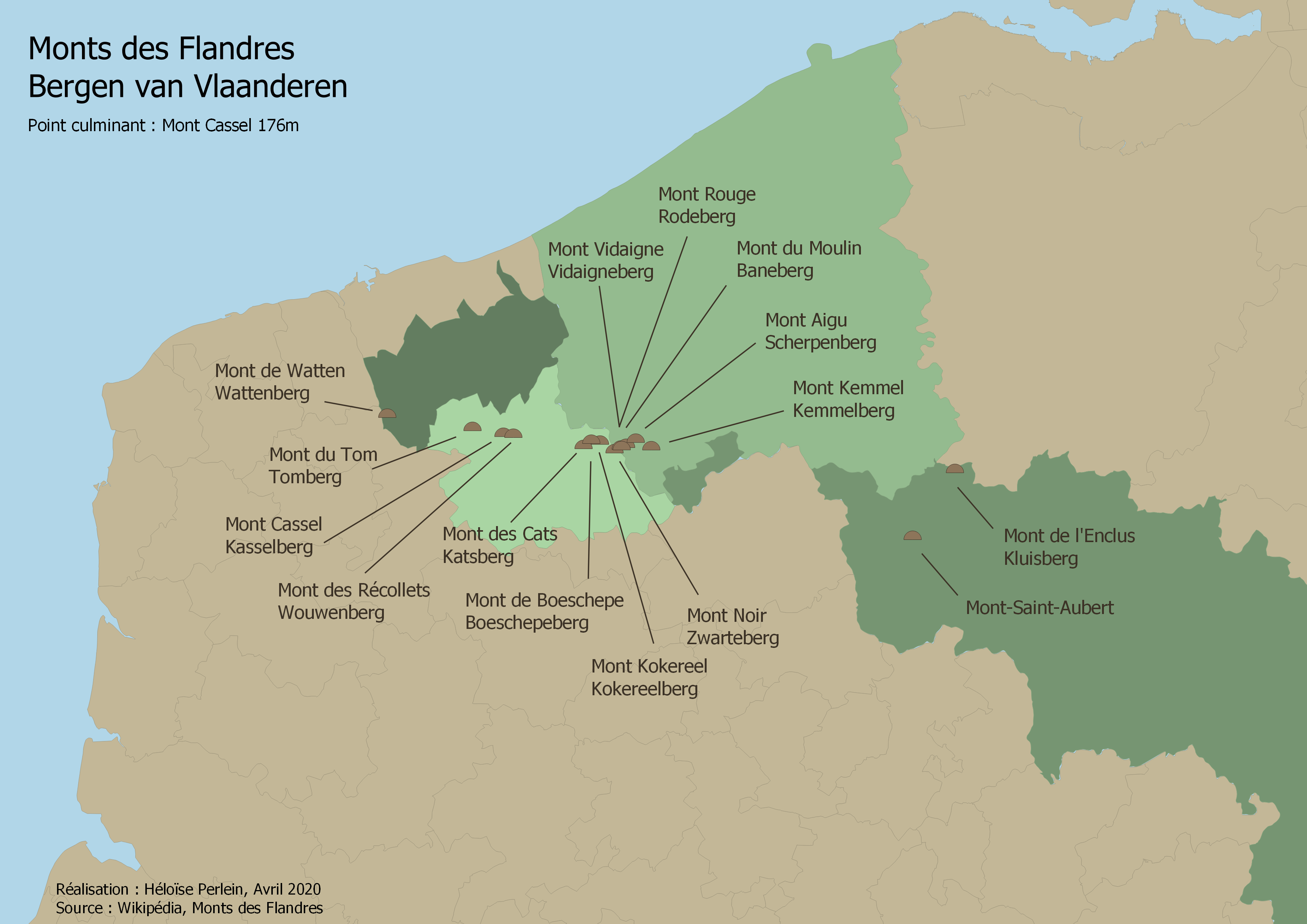
Les monts des Flandres sont franco-belges. On en compte au moins quinze.

| Nom français       | Nom néerlandais | Ville             | Altitude | Coordonnées                 |
| ------------------ | --------------- | ----------------- | -------- | --------------------------- |
| Montagne de Watten | Watenberg       | Watten            | 72 m     | 50° 49′ 42″ N, 2° 13′ 04″ E |
| Mont du Tom        | Tomberg         | Noordpeene        | 62 m     | 50° 48′ 32″ N, 2° 25′ 15″ E |
| Mont Cassel        | Kasselberg      | Cassel            | 176 m    | 50° 48′ 00″ N, 2° 29′ 11″ E |
| Mont des Cats      | Katsberg        | Godewaersvelde    | 164 m    | 50° 47′ 05″ N, 2° 39′ 55″ E |
| Mont des Récollets | Wouwenberg      | Cassel            | 159 m    | 50° 48′ 00″ N, 2° 30′ 21″ E |
| Mont de Boeschepe  | Boeschepeberg   | Boeschepe         | 129 m    | 50° 47′ 33″ N, 2° 40′ 55″ E |
| Mont Kokereel      | Kokereelberg    | Boeschepe         | 110 m    | 50° 47′ 27″ N, 2° 42′ 09″ E |
| Mont Noir          | Zwarteberg      | Saint-Jans-Cappel | 152 m    | 50° 46′ 45″ N, 2° 44′ 01″ E |
| Mont Vidaigne      | Vidaigneberg    | Heuvelland        | 136 m    | 50° 46′ 58″ N, 2° 44′ 38″ E |
| Mont du Moulin     | Baneberg        | Heuvelland        | 140 m    | 50° 47′ 06″ N, 2° 45′ 33″ E |
| Mont Rouge         | Rodeberg        | Heuvelland        | 129 m    | 50° 47′ 00″ N, 2° 45′ 00″ E |
| Mont Aigu          | Scherpenberg    | Heuvelland        | 125 m    | 50° 45′ 28″ N, 3° 34′ 05″ E |
| Mont Kemmel        | Kemmelberg      | Heuvelland        | 156 m    | 50° 46′ 45″ N, 2° 48′ 52″ E |
| Mont Saint-Aubert  |                 | Tournai           | 149 m    | 50° 39′ 20″ N, 3° 24′ 05″ E |
| Mont de l'Enclus   | Kluisberg       | Mont-de-l'Enclus  | 141 m    | 50° 45′ 28″ N, 3° 29′ 32″ E |

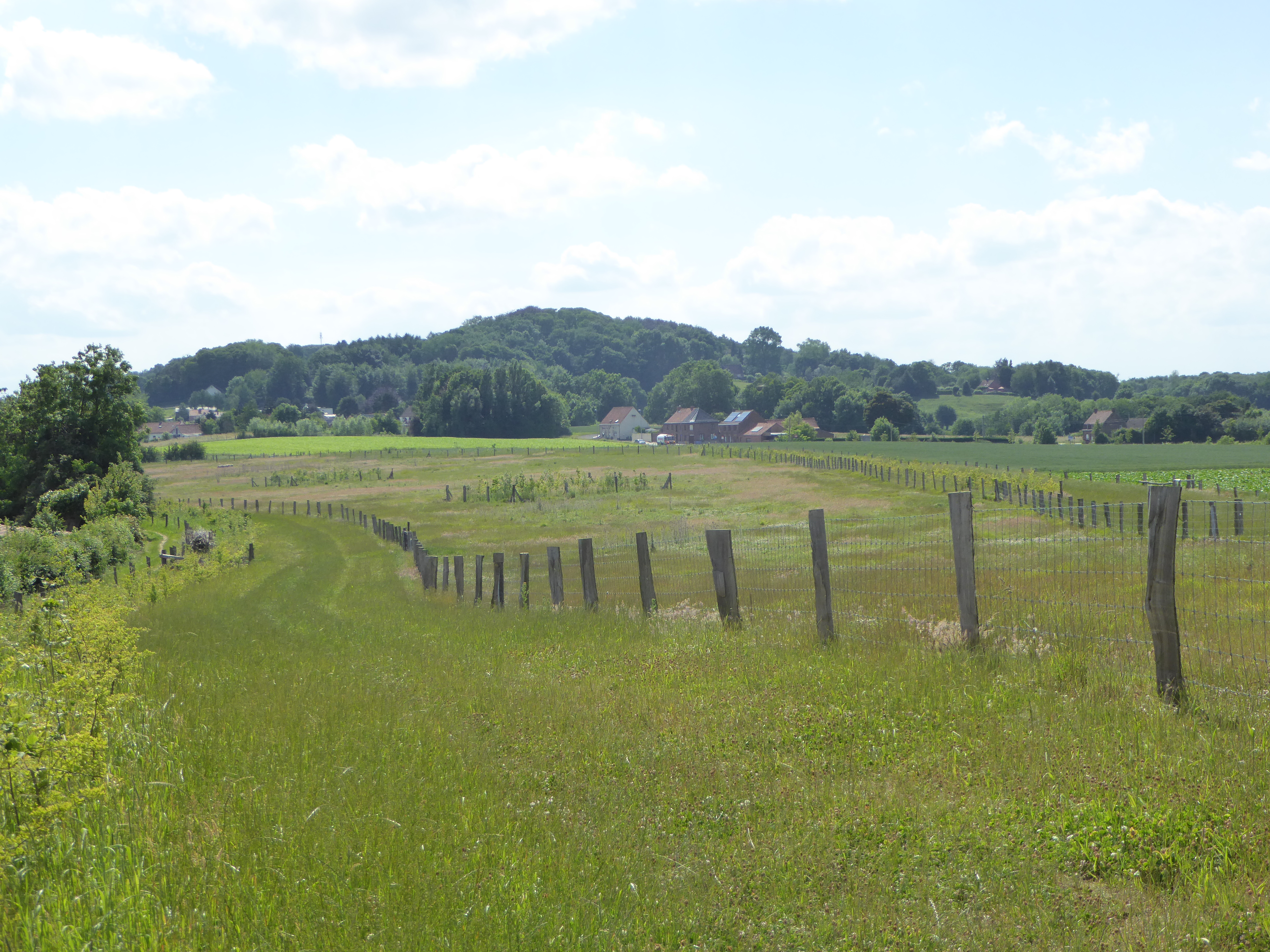
Vue sur le mont Aigu (Scherpenberg)
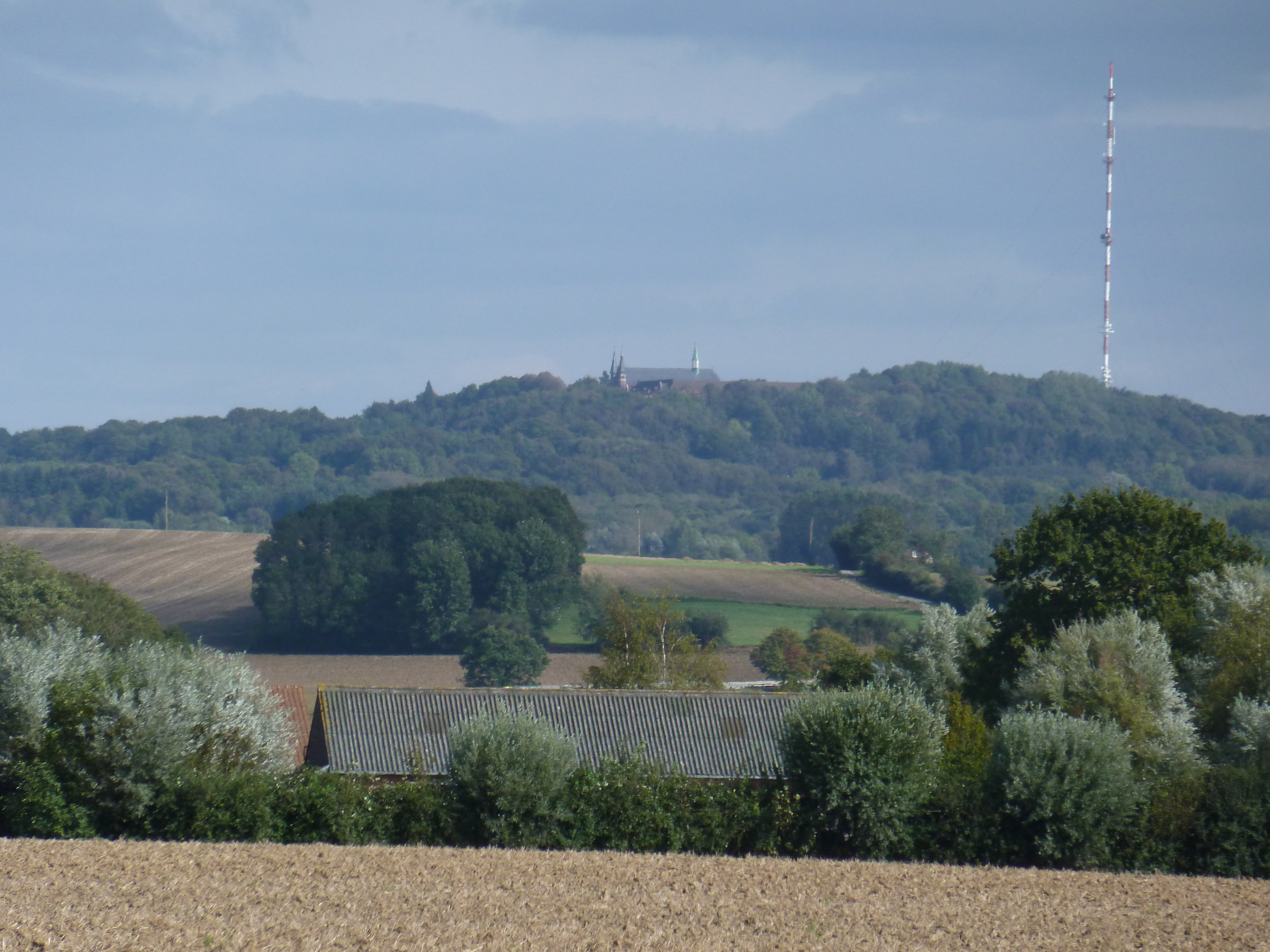
Vue sur le mont des Cats depuis Eecke.
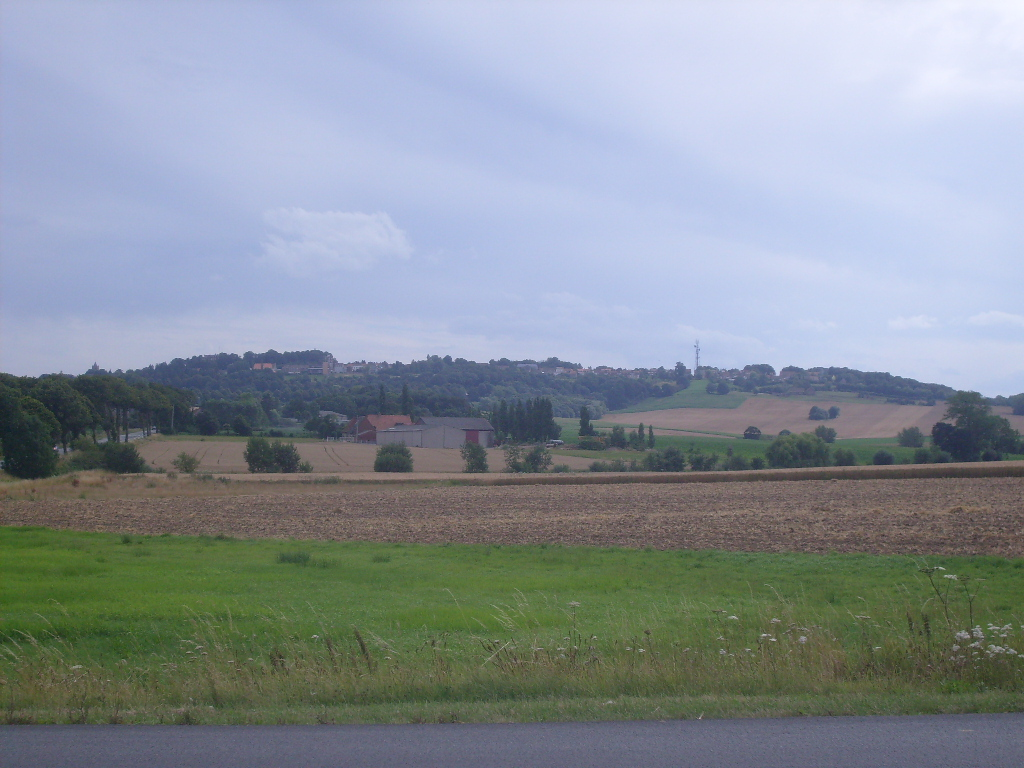
Vue du versant nord du mont Cassel.
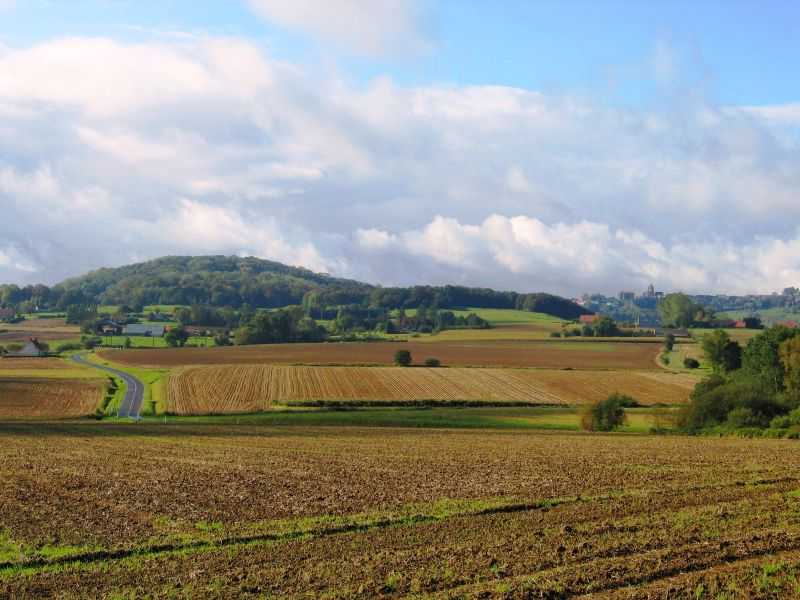
Vue du mont des Récollets depuis Steenvoorde.
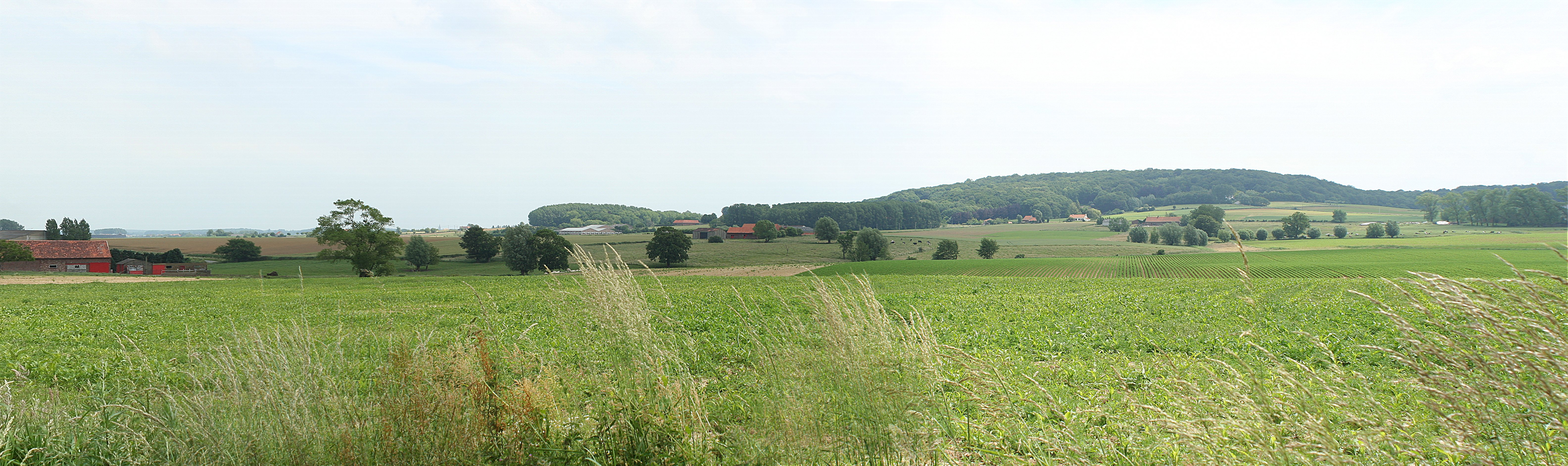
Vue panoramique du versant nord du mont Kemmel.
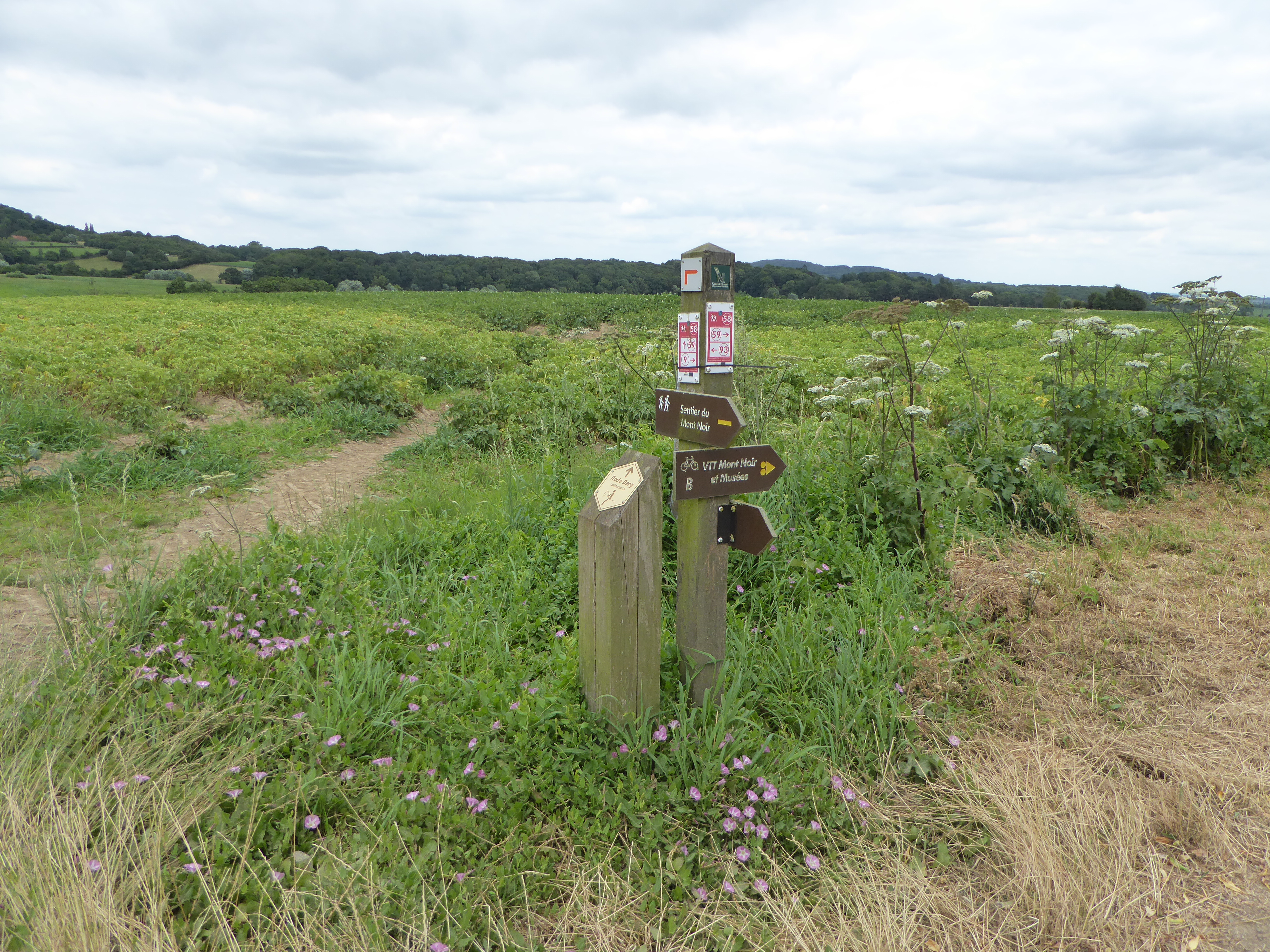
Vue sur le mont Rouge (Rode berg)
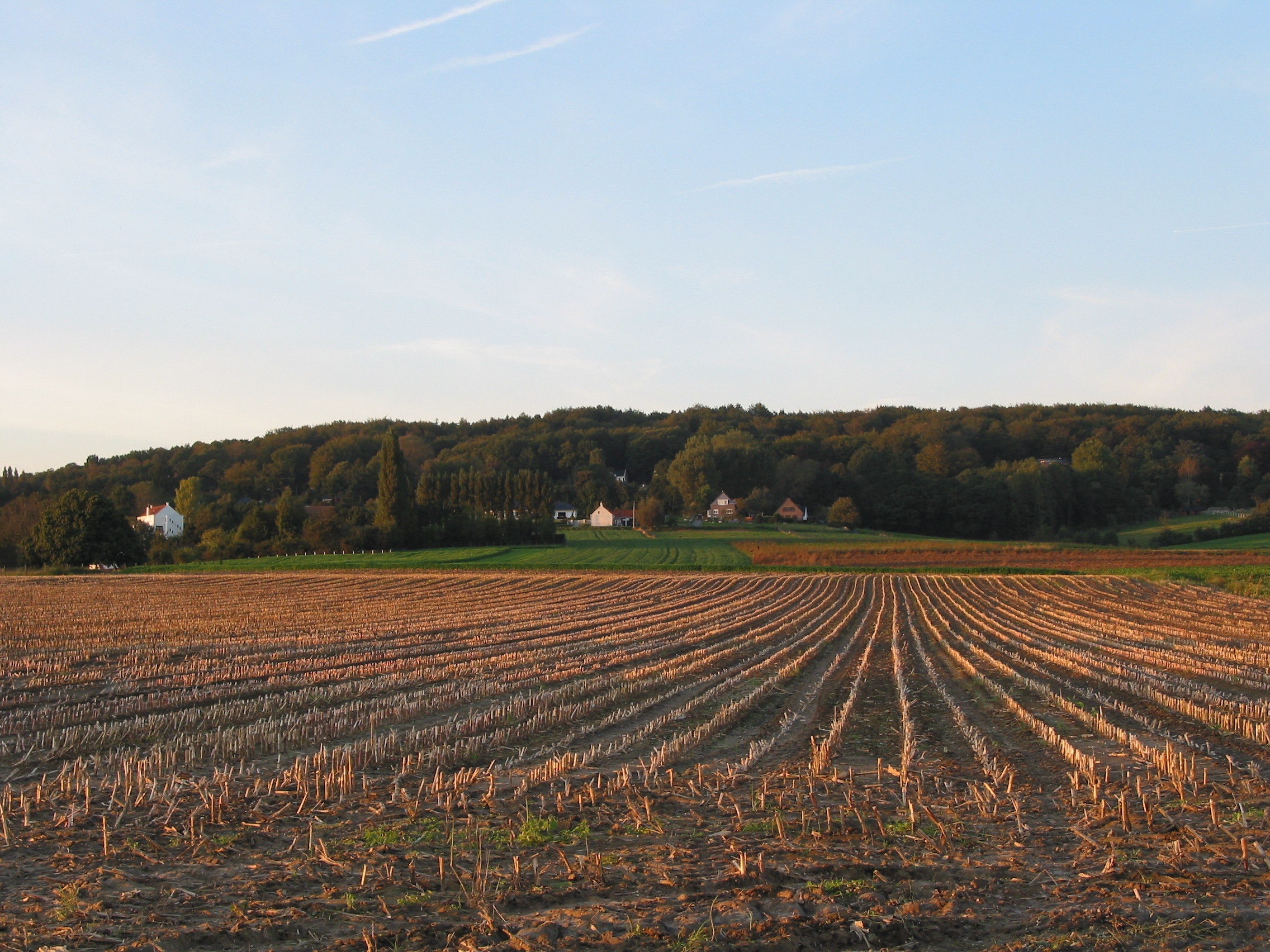
Vue du mont de l'Enclus.

### Géologie
Les monts des Flandres sont apparus à la fin du Miocène. À l'époque, la mer recouvrait la région. Lorsqu'elle se retira, les sables déposés furent exposés à l'érosion, leur oxydation forma du grès et les anciennes dunes formèrent les monts. Posés sur un plateau argileux sédimentaire surbaissé, les monts sont ainsi constitués de sables couronnés de calottes gréseuses épargnées par l’érosion.

### Écosystèmes
Les buttes tertiaires et reliefs que constituent ces monts sont plus acides et sont restés plus boisés, parfois sous forme de bocages, ou plus herbus que les plaines qui s'étendent dans la Flandre maritime ou de la Flandre intérieure, abritant des micropaysages et une flore légèrement différente, une écopotentialité ou une végétation potentielle spécifique.

### Administration
Les monts des Flandres ne forment pas une entité administrative, mais peuvent-être définis comme un ensemble paysager cohérent.
Jusqu'à 2014, une intercommunalité française portait le nom de Communauté de communes rurales des Monts de Flandre mais n'englobait pas l'ensemble des monts des Flandres (côté français).
Depuis la loi MAPTAM de 2014 en France, certains EPCI (intercommunalités) ont fusionné.
Les intercommunalités françaises et les provinces belges actuelles où se trouvent les monts de Flandres sont :
- la communauté de communes des Hauts de Flandre (CCHF) avec 40 communes dont Watten[7] ;
- la communauté de communes de Flandre Intérieure (CCFI) avec 50 communes dont Noordpeene, Cassel, Godewaersvelde, Boeschepe, et Saint-Jans-Cappel[8] ;
- la province de Flandre-Occidentale (West-Vlaanderen) avec 64 communes dont Heuvelland ;
- la province de Hainaut avec 69 communes dont Tournai et Mont-de-l'Enclus ;
- la province de Flandre-Orientale (Oost-Vlanderen), avec le mont de l'Enclus à la limite avec la province de Hainaut, entre les communes de Mont-de-l'Enclus et de Kluisbergen qui toutes deux lui doivent leur nom.

## Activités

### Protection environnementale
En 1991, il avait été envisagé de créer un parc naturel en Flandre française dénommé ensuite « parc naturel régional des Monts de Flandre-Val de Lys ». Ce projet a été abandonné par manque de soutien en 1999.
En 2024, cet environnement est concerné par un projet soutenu par le programme européen « INTERREG VI France-Wallonie-Flandre », au sein d'un portefeuille de projets (EUTOPIA) visant à « préserver et renforcer la nature et les paysages des Monts de Flandre via une gestion concertée de la trame écologique et la réalisation d’aménagements pour l’accueil des visiteurs. » Ce projet est notamment porté par le Conseil départemental du Nord et par ENRx (Espaces naturels régionaux) en partenariat avec Cœur de Flandre Agglo.

### Tourisme
Les monts des Flandres sont très appréciés pour leurs vues panoramiques sur le plat pays. Du sommet de ces petites collines, on découvre des vues sur les territoires environnants : un horizon linéaire, une plaine à dominante agricole en openfield (avec des traces de patrimoine bocager), des villes et villages, leurs clochers, et un habitat dispersé, mais aussi des voies romaines (avec pour caractéristique la rectitude). Ces paysages depuis les monts des Flandres offrent aussi des surprises. Par exemple, depuis Cassel par temps clair, on peut apercevoir les terrils de Loos-en-Gohelle à 50 km à l'horizon.
Les monts des Flandres offrent de petites déclivités (« reliefs ») appréciées par les randonneurs, cyclistes et motards. Montées, descentes, virages, lacets et pavés : les sportifs aiment s'aventurer sur les monts des Flandres par les routes ou les sentiers.
Au sommet des monts des Flandres, il est agréable de découvrir des villages ou villes flamandes. La culture flamande se traduit par des estaminets, des grand-places, des musées comme le Musée départemental de Flandre à Cassel, ou le musée Marguerite-Yourcenar à Saint-Jans-Cappel, des cultures de houblon, et tout un patrimoine vernaculaire. Puis, localement, un agrotourisme (vente directe à la ferme et accueil à la ferme) s'offrent aux touristes et habitants de monts de Flandre.
Certains monts des Flandres s'affirment par des usages et pratiques particulières et spécifiques à mettre en avant. Le mont Noir par exemple est connu comme lieu touristique transfrontalier très fréquenté l'été. La vente de tabac, chocolat et sacs attirent nombre d'habitants du territoire. Une gaufre, une balade à pied et une montée dans le télésiège, et le dimanche animé se termine. Le mont des Cats, lui, abrite un monastère où sont produits un fromage, une bière, et le craquelin (pain brioché sucré). La fête de la Saint-Hubert se déroule chaque année sur le mont des Cats pour bénir chiens et chevaux. Enfin, le mont des Cats a une antenne qui le distingue facilement des autres. Le mont Cassel est une destination touristique appréciée par les Français, Flamands et Anglais. Le caractère pittoresque du mont Cassel, sa grand-place et ses pavés, ses vues panoramiques depuis l'ancien parvis du château, ses héritages gallo-romains et moyenâgeux, ses estaminets et ses remparts et ruelles en font un bijou patrimonial.
Les offices de tourisme sont largement développés sur le territoire. L'office de tourisme intercommunal Coeur de Flandre participe à la promotion du territoire de la CC Flandre Intérieure (CCFI) avec des bureaux d'information touristique à Cassel, Bailleul, Hazebrouck, Steenvoorde, Noordpeene, et Steenwerck. De même, l'office de tourisme intercommunal des Hauts de Flandre met en lumière le territoire de la CC Hauts-de-Flandre (CCHF) avec des bureaux d'information dans les communes de Bergues, Esquelbecq, Hondschoote, Volckerinckhove, Watten, et Wormhout. Ces deux offices de tourisme se sont associés sur un site internet commun, Effet Flandre.

## Personnalités
Cette région a vu grandir Marguerite Yourcenar.
La statue du maréchal Foch domine le mont Cassel, où il séjourna lors de la Première Guerre mondiale pour superviser l'avancée des fronts. Les monts des Flandres ont été des points culminants stratégiques sur la frontière franco-belge lors de nombreux conflits au fil des époques. La tour des Trois Batailles au sommet du mont Cassel témoigne de ces événements.